# Народный суверенитет
Наро́дный суверените́т (народовла́стие, суверените́т наро́да) — доктрина, согласно которой народ государства рассматривается как единственный законный и правомерный носитель верховной власти или как источник государственного суверенитета.

## История
Идеи народного суверенитета получили своё развитие в западной мысли с распространением модернистской философии. Распад старых империй и образование новых государств в конце XVI века в Европе вызвал необходимость в объяснении и легитимизации данных исторических процессов. В 1576 французский философ Жан Боден разработал концепцию государственного суверенитета, суть которой заключалась в том, что государство обладает полнотой власти над определённой территорией и её постоянным населением, и является независимым от внешних сил. Изначально у Бодена носителем суверенитета объявлялся монарх, обладающий неограниченной властью над народом.
Однако в XVIII в. французским мыслителем Руссо, называвшим суверена ничем иным, как коллективным существом, образуемым из частных лиц, в совокупности получивших имя народа, была разработана доктрина народного суверенитета. До Руссо эта доктрина развивалась в работах Томаса Гоббса и Джона Локка.

## Описание
Народный суверенитет является антагонистом суверенитета монарха, при котором монарх рассматривается не как член народа, а как индивидуальная личность — носитель суверенной (абсолютистской, самодержавной) государственной власти. Понятия народного суверенитета и государственного суверенитета также различны, но не противопоставлены друг другу, поскольку в первом случае раскрывается вопрос о высшей власти в государстве, а во втором — вопрос о верховности власти самого государства.
В настоящее время доктрина народного суверенитета признана мировым сообществом, что нашло, в частности, своё отражение в ст. 21 Всеобщей декларации прав человека, согласно которой воля народа должна быть основой власти правительства и находить своё выражение в периодических и нефальсифицированных выборах при всеобщем и равном избирательном праве и свободном голосовании. Также доктрина народного суверенитета нашла своё выражение в праве народов на неотъемлемый суверенитет над их естественными богатствами и в иных формах. 
В современном политическом лексиконе термин «народный суверенитет» в значительной степени вытеснен понятием «демократия». Представители неолиберальной концепции политической теории отмечают, что во всех демократических государствах народный суверенитет является принципом конституционного строя. Суверенитет народа в политических системах демократических государств проявляется в том, что он избирает своих представителей, которые являются носителем его воли и принимают политические решения в целях достижения всеобщего блага.

## Мнения
Элвин Магид, профессор политических наук университета штата Нью-Йорк в Олбани, отмечает, что терминология народного суверенитета нередко используется современными авторитарными режимами для сокрытия нарушений прав человека и репрессий. В качестве примеров он приводит «народные демократии», образованные под воздействием СССР в Восточной Европе после Второй мировой войны, Исламскую Республику Иран и Корейскую Народно-Демократическую Республику. Эту же точку зрения поддерживает профессор НИУ ВШЭ А. А. Сергунин, который указывает, что доктрина народного суверенитета широко распространена не только в демократических государствах, но и в тоталитарных государствах, которые используют её для своей легитимации. Как указывает В. Л. Цымбурский, в тоталитарном государстве советского типа бюрократические элиты, выступавшие как «авангард народа», использовали мобилизационный потенциал паттерна «суверенитета народа», подменяя его содержание собственными идеалами. Как заключает профессор Бостонского университета Роберт Джексон, наиболее ироничным в истории эволюции идеи народного суверенитета является то, что именно от имени народа, а не от имени верховных правителей велись самые масштабные репрессии в истории человечества.